# Speyeria suffusa
Speyeria suffusa är en fjärilsart som beskrevs av Albert Burke Wolcott 1916. Speyeria suffusa ingår i släktet Speyeria och familjen praktfjärilar. Inga underarter finns listade i Catalogue of Life.